# Municipio Mineral de la Reforma
Koordinaten: 20° 3′ N, 98° 43′ W
Mineral de la Reforma ist einer der 84 Verwaltungsbezirke (Municipio), die den Bundesstaat Hidalgo in Mexiko bilden. Der Sitz der Gemeinde ist Pachuquilla.

## Geographie
Die Gemeinde liegt in 2400 Metern Höhe unmittelbar südöstlich von Pachuca de Soto, der Hauptstadt Hidaolgos.

## Demographie
Der Einwohnerzahl der 180 Orte umfassenden Gemeinde hat sich zwischen 2000 (42.223 Einwohner) und 2020 (202.749 Einwohner) mehr als vervierfacht.

## Städtepartnerschaft
Mineral de la Reforma unterhält eine Städtepartnerschaft mit Victoria de Durango in  Mexiko.